# Фішинг
Фі́шинг (англ. phishing МФА: ['fiʃiŋ] від fishing — риболовля) — вид шахрайства, метою якого є виманювання в довірливих або неуважних користувачів мережі персональних даних клієнтів онлайнових аукціонів, сервісів із переказу або обміну валюти, інтернет-магазинів. Шахраї намагаються змусити користувачів самостійно розкрити конфіденційні дані — наприклад, надсилаючи електронні листи з пропозиціями підтвердити реєстрацію облікового запису, що містять посилання на сайт, зовнішній вигляд якого повністю копіює дизайн відомих ресурсів.

## Огляд
Фішинг — один з різновидів соціальної інженерії, заснований на незнанні користувачами основ інформаційної безпеки. Зокрема, багато хто не знає простого факту: сервіси не розсилають листів з проханнями повідомити свої облікові дані, пароль та інше.
Для захисту від фішингу виробники основних інтернет-браузерів домовилися про застосування однакових способів інформування користувачів про те, що вони відкрили підозрілий сайт, який може належати шахраям. Нові версії браузерів вже володіють такою можливістю, яка відповідно іменується «антифішинг».
За даними компанії PhishMe, станом на березень 2016 року 93 % всіх фішингових листів намагались заразити комп'ютер жертви шкідливими програмами криптографічного здирництва (так зване англ. ransomware) — вони шифрують дані на жорсткому диску та вимагають гроші від жертви за їхнє розшифрування. Також серед стійких тенденцій до підвищення ефективності фішингових атак було названо частіші випадки підлаштування вмісту листів під певну категорію жертв (за їхнім фахом) та із включенням певних елементів особистої інформації (зокрема, звернення до жертви за іменем).

## Складові[3]

### Фішингові сайти
Фішинговий сайт — це шахрайський вебресурс, який виманює реквізити платіжних карток під виглядом надання послуг, що не існують (наприклад, поповнення мобільного рахунку, переказів з картки на картку), або вебресурс організації, якій користувач довіряє (наприклад, клон інтернет-банку), що має на меті збір реквізитів платіжних карток для подальшої крадіжки грошових коштів з рахунків власників платіжних карток. Більше ніж 90 % фішингових сайтів надають відсутні послуги з поповнення мобільного рахунку та переказу коштів з картки на картку.
Розкручуючи свій злочинний сайт, шахраї експлуатують людські мотиви: допитливість, бажання отримати вигоду, заробити тощо. Найпоширеніші повідомлення фішерів: «Дізнайтеся, чи є ваша картка в базі даних хакерів! Уведіть дані, щоб перевірити», «При поповненні рахунку від 20 грн Ви гарантовано отримуєте 10 % від суми поповнення», «Акція! Поповнення рахунку, а також перекази з картки на картку будь-якого банку України без комісії» і т. ін. Крім того, власники шахрайських сайтів просувають їх, використовуючи інструменти вебмаркетингу: SEO-оптимізацію, контекстну й банерну рекламу, рекламу в соцмережах. І ці зусилля, на жаль, дають результат: відвідуваність фішингових сайтів доволі висока. За даними вебаналітиків, у середньому протягом місяця на шахрайський сайт заходить 15–30 тисяч відвідувачів.
За даними компанії Phishlabs дедалі більше фішингових сайтів налаштовані на використання протоколу захищеної передачі даних HTTPS: у третьому кварталі 2017 року таких було близько 25 %, майже удвічі більше, аніж за попередній квартал. Використання сайтом HTTPS створює в жертви хибне відчуття безпеки, адже багато хто вважає, що звичайна для сучасних веббраузерів «зелена позначка» поряд з адресою сайту свідчить про його надійність.

### Фішингові дзвінки або Вішинг
Вид атак коли у людини намагаються викрасти деякі дані (реквізити банківської карти, реквізити для авторизації на сайті, …) шляхом видавання себе за іншу людину. Наприклад злодій дзвонить на телефон жертви і представляється працівником банку і каже що треба щось перевірити, або що його карта заблокована, і просить, наприклад, пройти авторизацію чи назвати дані карти, які розголошувати не можна.

### Смішинг
Проведення фішингової атаки за допомогою СМС. Зловмисник надсилає СМС від імені якоїсь компанії або банку, де просить перейти на фішинговий сайт або надати якісь дані.

### Діпфейк фішинг
Діпфейк фішинг — це новий вид фішингових атак через засоби відео та аудіо комунікацій. Цей вид атак набув популярності під час коронавірусного локдауну.